# Sonatine pour deux violons de Milhaud
Pour les articles homonymes, voir Sonatine pour deux violons.
La Sonatine pour deux violons, op. 221, est une œuvre de musique de chambre en duo de Darius Milhaud composée en 1940.

## Présentation
La Sonatine pour deux violons de Milhaud est composée en 1940 durant un trajet en train Chicago-Oakland.
Dédiée aux élèves à Mills College du compositeur, l'œuvre est créée au San Francisco Composers Forum le 7 décembre 1940.

## Structure
La Sonatine, d'une durée moyenne d'exécution de huit minutes environ, est constituée de trois mouvements, :
1. Vif ;
2. Barcarolle ;
3. Rondo.

La partition est publiée par Mercury-Presser. Dans le catalogue des œuvres de Darius Milhaud, la Sonatine pour deux violons porte le numéro d'opus 221,.

## Discographie
- For Two Violins: Ysaÿe, Honegger, Milhaud, Thomas Christian et Daniela Preimesberger (violons), CPO 777 159-2, 2005.